# Вергинска диадема
Вергинската диадема (на гръцки: Το διάδημα από τον Βασιλικό Τάφο στην Βεργίνα) е древномакедонско погребално украшение от античния град Еге, край днешното село Вергина, Гърция. Направена е от сребро и злато и представлява царска диадема. Диадемата е сред най-ценните находки, намерени при разкопките на Вергинските царски гробници и е сред бижутата, с които е погребан Филип II Македонски, намерена в неговата гробница.
Според някои версии, диадемата принадлежи на Евридика II Македонска, която се смята, че е погребана в семейната гробница на Филип II. Според други учени погребаните останки не са на Евридика, а на съпругата на Филип Клеопатра.
Диадемата е направена от сребро и е покрита със златен слой. Най-забележителната част в диадемата е централният Хераклов възел, разположен отпред и имитиращ платнена лента за глава. Според някои интерпретации възелът е символ, напомнящ за връзката на македонската царица с митичния прародител на Аргеадите и връзката ѝ с „новия Херакъл“, Александър III Македонски. От двете страни на възела металът е изработен така, че да имитира тъкан плат, засилвайки имитацията, че диадемата е платнена. Въпреки че очевидно времето е засегнало част от златното покритие, все още голяма част от него е запазено. Диадемата е с диаметър 25 сантиметра, но е направена, така, че да може да се регулира в двата края.
Находките от гробниците са изложени първоначално в Солунския археологически музей, но са преместени в 1997 година в Музея на Вергинските царски гробници, където днес е позлатената диадема.